# Mikoyan-Gurevich I-210
Mikoyan-Gurevich I-210 là một máy bay thí nghiệm của Liên Xô dựa trên mẫu MiG-3, nó được cải tiến động cơ và một số chi tiết nhằm nâng cao hiệu suất bay và tính ổn định so với MiG-3. Nó còn được gọi là MiG-3M-82.

## Phát triển
Cuối năm 1941, việc sản xuất hàng loạt MiG-3 bị rút dần đi theo sau quyết định ngừng sản xuất loại động cơ AM-35A (việc ưu tiên là tiến hành sản xuất Mikulin AM-38 cho Ilyushin Il-2), một nỗ lực để làm khung máy bay lắp ráp với động cơ 14 xylanh Shvetsov M-82A công suất 1700 hp. Việc chỉ định thiết kế tạm thời với tên gọi I-210, và nó cũng còn được gọi là MiG-3M-82, 5 chiếc khung máy bay đầu tiên đã được lắp ráp động cơ mới và thực hiện bay vào tháng 12-1941. Động cơ M-82 mới chỉ nặng hơn AM-35A 20 kg, nhưng rộng hơn 38 cm.
Vũ khí bao gồm 2 súng máy 12.7 mm. Người ta đã có kế hoạch sẵn sàng để bắt đầu sản xuất nó với tên gọi MiG-9, nhưng những thử nghiệm đã để lộ một vấn đề hệ trọng, đuôi bị rung và khó điều khiển. Những kết quả đó đã làm thất vọng những kỹ sư thiết kế và thí nghiệm, máy bay đầu tiên được lắp 2 súng 7.62 mm và gửi đến mặt trận Kalinin. TsAGI, trong lúc đó, đang chỉ đạo việc thử nghiệm một hầm gió lớn, dẫn đến việc phát triển của MiG I-211.

## Thông số kỹ thuật (I-210)

### Đặc điểm riêng
- Phi đoàn: 1 người
- Chiều dài: 8.08 m (26 ft 5 in)
- Sải cánh: 10.20 m (33 ft 6 in)
- Chiều cao: 3.50 m (11 ft 6 in)
- Diện tích cánh: 17.44 m² (188 ft²)
- Loại cánh: Clark YH
- Trọng lượng rỗng: 2.720 kg (5.965 lbs)
- Trọng lượng cất cánh: 3.382 kg (7.415 lbs)
- Động cơ: 1× Shvetsov M-82A công suất 1700 hp

### Hiệu suất bay
- Vận tốc tối đa: 565 km/h
- Phạm vi hoạt động: 820 km (510 miles)
- Trần bay: 11.500 m (37.700 ft)
- Tốc độ lên cao: 14.7 m/s (2.890 ft/min)
- Lực nâng của cánh: 192 kg/m² (39.4 lb/ft²)
- Lực đẩy/khối lượng: 0.30 kW/kg (0.18 hp/lb)

### Vũ khí
- 2x súng máy 12.7 mm UBS
- 2x súng máy 7.62 mm ShKAS
- 2x 100 kg (220 lb) bom, 2 khe gắn bom hoặc gắn 6 quả tên lửa không điều khiển RS-82 82 mm

## Nội dung liên quan

### Máy bay có cùng sự phát triển
- Mikoyan-Gurevich MiG-3
- Mikoyan-Gurevich I-211
- Mikoyan-Gurevich I-230

### Danh sách máy bay tiếp theo
MiG-1 – MiG-3 - MiG-5 (DIS) - MiG-7 - MiG-8 - MiG-9 (I-210)/MiG-9 (I-301)